# Tortula
Tortula (Snotand) er en slægt af mosser udbredt i hele verden med cirka 146 arter, hvoraf tre findes i Danmark. Tortula betyder 'snoet' på latin. Navnet sigter til peristomets lange, snoede tænder på sporehuset.
| Danske arter |

- Tilspidset dværgmos Tortula acaulon
- Mursnotand Tortula muralis
- Sylsnotand Tortula subulata

Tilspidset dværgmos kaldtes tidligere Phascum cuspidatum Hedw.